# Scaphosepalum odontochilum
Scaphosepalum odontochilum är en orkidéart som beskrevs av Friedrich Fritz Wilhelm Ludwig Kraenzlin. Scaphosepalum odontochilum ingår i släktet Scaphosepalum och familjen orkidéer. Inga underarter finns listade i Catalogue of Life.